# 大卫·利恩
戴维·利恩爵士，CBE（英語：Sir David Lean，1908年3月25日—1991年4月16日）是英國電影導演、電影大師，影史上最伟大的导演之一。他的電影以氣勢磅礡，劇情動人著稱。以《桂河大橋》、《阿拉伯的劳伦斯》、《齊瓦哥醫生》和《印度之旅》等為主要代表作。

## 早年
戴维·利恩生於大倫敦克羅伊登。由於父親Francis William le Blount Lean、母親Helena Tangye，都是貴格會信徒，因此利恩少年時曾入讀由貴格會創立的雷頓派克學校，位於伯克郡雷丁。

## 電影生涯

### 剪接
利恩最初只是一個負責拍場記板的助手。至1930年為止，他為Gaumont Pictures和福斯有聲電影新聞兩家公司剪接新聞影片。1935年，他首次為電影《Escape Me Never》剪接，正式開展了職業生涯。

### 執導
1942年，利恩和諾埃爾·科沃德聯手執導了個人的首部電影《與祖國同在》（In Which We Serve），科沃德親自主演（他也是監制兼編劇）。隨後數年間，利恩把科沃德的幾部舞台劇改編為電影，包括《天倫之樂》（1944）、《歡樂的精靈》（1945）及《相見恨晚》（1945），反應良好。接着數年，他繼續為改編其他文學作品改編，包括：查爾斯·狄更斯的兩部著名小說，《遠大前程》（1946）和《霧都孤兒》（1948）；劇作家Terence Rattigan的《一飛沖天》（1952，劇本由Rattigan親自撰寫）；還有夏勞特·貝力吉候斯的《霍布森的選擇》（1954）。
1955年的《艳阳天》為利恩帶來新突破，電影採用彩色技術，並由美國電影公司注資，在意大利威尼斯拍攝，著名女星凱瑟琳·赫本主演。影片主要講述一個美國中年女人在威尼斯渡假時經歷的戀愛。
不久利恩的事業進入了高峰期。1957年，他制作了轟動一時的《桂河大橋》，使他獲得了首個奧斯卡最佳導演獎。1962年的史詩式巨片《阿拉伯的勞倫斯》使他再奪殊榮，影片亦成為了電影史上的一部經典。1965年，他又制作了改編自鮑里斯·巴斯特納克浪漫戰爭小說的《齊瓦哥醫生》，再度創造經典。但在《雷恩的女兒》（1970）票房與影評均告失敗後，利恩因喪失自信造成長達14年時間沒有拍攝任何電影。直至1984年，他為生涯中最後一部作品《印度之旅》執導、編寫及剪接，同年他被英女皇封為下級勳位爵士。
1980年代中期，原本將預定執導由史蒂芬·史匹柏擔任製作的《太陽帝國》，但後來未能實現，最終此片則由史匹柏自己執導。
當利恩於1991年逝世（83歲）時，正計劃把约瑟夫·康拉德的小說《Nostromo》拍攝為一部史詩式巨片，演員陣容包括馬龍·白蘭度、保羅·斯科菲爾德、安東尼·奎恩、克里斯托弗·蘭伯特、伊莎貝拉·羅塞里尼、丹尼斯·奎德。《Nostromo》最終被英國廣播公司制成了迷你短劇。

## 電影
| 年份   | 中文片名           | 電影原名                     |
| ------ | ------------------ | ---------------------------- |
| 1942年 | 《與祖國同在》     | In Which We Serve            |
| 1944年 | 《天倫之樂》       | This Happy Breed             |
| 1945年 | 《歡樂的精靈》     | Blithe Spirit                |
| 1945年 | 《相見恨晚》       | Brief Encounter              |
| 1946年 | 《遠大前程》       | Great Expectation            |
| 1948年 | 《霧都孤兒》       | Oliver Twist                 |
| 1949年 | 《深情的朋友》     | The Passionate Friends       |
| 1950年 | 《梅特林》         | Madeleine                    |
| 1952年 | 《一飛沖天》       | The Sound Barrier            |
| 1954年 | 《霍布森的選擇》   | Hobson's Choice              |
| 1955年 | 《豔陽天》         | Summertime                   |
| 1957年 | 《桂河大橋》       | The Bridge on the River Kwai |
| 1962年 | 《阿拉伯的勞倫斯》 | Lawrence of Arabia           |
| 1965年 | 《齊瓦哥醫生》     | Doctor Zhivago               |
| 1970年 | 《雷恩的女兒》     | Ryan's Daughter              |
| 1984年 | 《印度之旅》       | A Passage to India           |

## 獎項

### 奧斯卡金像獎
- 最佳導演
  - 提名：1946年 《相見恨晚》
  - 提名：1947年 《遠大前程》
  - 提名：1955年 《艷陽天》
  - 得獎：1957年 《桂河大橋》
  - 得獎：1962年 《阿拉伯的勞倫斯》
  - 提名：1965年 《齊瓦哥醫生》
  - 提名：1984年 《印度之路》
- 最佳劇本
  - 提名：1946年 《相見恨晚》
  - 提名：1947年 《遠大前程》
  - 提名：1984年 《印度之路》
- 最佳剪接
  - 提名：1984年 《印度之路》

### BAFTA獎
- 最佳電影
  - 提名：1965年 《齊瓦哥醫生》
- 最佳導演
  - 提名：1970年 《雷恩的女兒》
- 最佳劇本
  - 提名：1984年 《印度之路》

### 金球獎
- 最佳導演
  - 得獎：1957年 《桂河大橋》
  - 得獎：1962年 《阿拉伯的勞倫斯》
  - 得獎：1965年 《齊瓦哥醫生》
  - 提名：1984年 《印度之路》
- 最佳劇本
  - 提名：1984年 《印度之路》